# Titus Buitenhuis
Titus Herman Buitenhuis (Sleeuwijk, 27 september 1892 – Naarden, 27 maart 1964) was een Nederlands NSB-burgemeester.

## Leven en werk
De van oorsprong uit Sleeuwijk afkomstige Buitenhuis was van 1910 tot 1935 werkzaam in de handel. Hij woonde in deze periode veel in het buitenland; zo woonde hij onder andere in Salzburg en Stockholm. Buitenhuis werd lid van de NSB in januari 1933. Zijn stamboeknummer was 1003. Hij nam in de NSB verschillende functies waar. Zo was hij onder andere kringleider in het Gooi en in Amsterdam. Sinds augustus 1933 trad hij op als spreker van de NSB. Van 1935 tot 1937 was hij bedrijfsleider van de nationaalsocialistische propagandazaak "De Driehoek" in Amsterdam, Den Haag, Rotterdam en Haarlem. In de jaren 1935 en 1939 was Buitenhuis kandidaat voor de Provinciale Staten van Noord-Holland. Daarnaast was hij van 1938 tot 1942 een fabrieksdirecteur in Amsterdam.
Hij werd op 22 juli 1942 burgemeester van de Noord-Hollandse gemeente Schagen. Indirect verving hij daar de eerder dat jaar vrijwillig opgestapte burgemeester Jan Cornelissen. Buitenhuis werd op 3 januari 1944 tevens tot waarnemend burgemeester van Sint Maarten benoemd. In juli 1944 stopte hij als burgemeester in Schagen. Meteen daarna (op 8 juli 1944) werd hij benoemd tot burgemeester van Naarden; dit bleef hij tot de bevrijding in 1945.
Na de oorlog werd hij veroordeeld tot tien jaar gevangenschap. Hij zou tijdens de oorlog als NSB'er betrokken zijn geweest bij de arrestatie van enkele Nederlanders. Ook zou hij een verzetskrant hebben willen verbieden. In 1964 overleed hij op 71-jarige leeftijd.
Zijn zoon Donald Alexander (geboren als Donald Herman Alexander Buitenhuis in 1939) was in 1992 kandidaat als Amerikaanse ambassadeur in Nederland. Alexander was in 1961 geëmigreerd naar de Verenigde Staten om te studeren en besloot te blijven. Hij maakte carrière en verkreeg na verloop van tijd het Amerikaans staatsburgerschap. Het oorlogsverleden van zijn vader had hij altijd verzwegen. In 1987 kreeg hij een koninklijke onderscheiding. Alexander werd uiteindelijk vanwege alle controverse afgewezen als ambassadeur.